# Berni Schödler
Bernhard "Berni" Schödler (ur. 2 października 1971 w Sankt Moritz) – szwajcarski skoczek narciarski, reprezentant kraju, trener, od 2010 roku dyrektor skoków narciarskich w Szwajcarskim Związku Narciarskim.

## Kariera
Berni Schödler jako zawodnik, w Pucharze Świata zadebiutował 7 lutego 1990 roku w Sankt Moritz i zajął wówczas 83. miejsce. Nigdy nie zajął punktowanej pozycji w zawodach tej rangi.

## Kariera trenerska
Berni Schödler po zakończeniu kariery sportowej rozpoczął karierę trenerską. W 1998 roku został trenerem reprezentacji Szwajcarii B w skokach narciarskich, którym był do 1999 roku. W 2000 roku został wybrany trenerem seniorskiej reprezentacji Szwajcarii, pod jego opieką Simon Ammann dwukrotnie zdobył mistrzostwo olimpijskie 2002 w Salt Lake City oraz mistrzostwo i wicemistrzostwo świata 2007 w Sapporo oraz w sezonie 2006/2007 zajął 3. miejsce w klasyfikacji generalnej Pucharu Świata, a Andreas Küttel w sezonie 2005/2006 zajął 3. miejsce w klasyfikacji generalnej Pucharu Świata. W latach 2007–2008 Berni Schödler był szkoleniowcem juniorów w Einsiedeln.
Sukcesy podopiecznych Schödlera w Szwajcarii w latach 2000–2007 (chronologicznie)
| Medal | Zawodnik       | Zawody                   | Rok  |
| ----- | -------------- | ------------------------ | ---- |
|       | Simon Ammann   | Igrzyska olimpijskie     | 2002 |
|       | Simon Ammann   | Igrzyska olimpijskie     | 2002 |
|       | Andreas Küttel | Puchar Świata            | 2006 |
|       | Simon Ammann   | Turniej Czterech Skoczni | 2007 |
|       | Simon Ammann   | Mistrzostwa świata       | 2007 |
|       | Simon Ammann   | Mistrzostwa świata       | 2007 |
|       | Simon Ammann   | Puchar Świata            | 2007 |
|       | Szwajcaria     | Puchar Narodów           | 2007 |

W 2008 roku został drugim trenerem reprezentacji Rosji w skokach narciarskich. Pełnił rolę asystenta głównego trenera – Wolfganga Steierta. Po igrzyskach w Vancouver Steiert został zwolniony, a przez ostatni miesiąc sezonu 2009/2010 funkcję trenera reprezentacji Rosji sprawował Schödler. Po zakończeniu sezonu powrócił do współpracy ze Szwajcarskim Związkiem Narciarskim. Od tego czasu do 2023 był tam dyrektorem skoków narciarskich.
Od 2020 pełni rolę koordynatora Pucharu Kontynentalnego oraz mistrzostw świata juniorów.

## Puchar Świata

### Miejsca w poszczególnych konkursach indywidualnychPucharu Świata
| Źródło | Źródło      | Źródło      | Źródło      | Źródło     | Źródło                 | Źródło     | Źródło                 | Źródło    | Źródło        | Źródło    | Źródło     | Źródło     | Źródło       | Źródło | Źródło       | Źródło    | Źródło    | Źródło | Źródło          | Źródło       | Źródło    | Źródło  | Źródło  | Źródło  | Źródło | Źródło | Źródło | Źródło | Źródło | Źródło | Źródło | Źródło | Źródło | Źródło | Źródło | Źródło | Źródło | Źródło | Źródło | Źródło | Źródło | Źródło | Źródło | Źródło | Źródło | Źródło | Źródło | Źródło | Źródło |
| --- | ----------- | ----------- | ----------- | ---------- | ---------------------- | ---------- | ---------------------- | --------- | ------------- | --------- | ---------- | ---------- | ------------ | ------ | ------------ | --------- | --------- | ------ | --------------- | ------------ | --------- | ------- | ------- | ------- | ------ | ------ | ------ | ------ | ------ | ------ | ------ | ------ | ------ | ------ | ------ | ------ | ------ | ------ | ------ | ------ | ------ | ------ | ------ | ------ | ------ | ------ | ------ | ------ | ------ |
| Sezon 1989/1990                                                                                                   |             |             |             |            |                        |            |                        |           |               |           |            |            |              |        |              |           |           |        |                 |              |           |         |         |         |        |        |        |        |        |        |        |        |        |        |        |        |        |        |        |        |        |        |        |        |        |        |        |        |        |
| Thunder Bay | Thunder Bay | Lake Placid | Lake Placid | Sapporo    | Sapporo                | Oberstdorf | Garmisch-Partenkirchen | Innsbruck | Bischofshofen | Harrachov | Liberec    | Zakopane   | Sankt Moritz | Gstaad | Engelberg    | Predazzo  | Predazzo  | Lahti  | Lahti           | Örnsköldsvik | Sollefteå | Raufoss | Planica | Planica | punkty |        |        |        |        |        |        |        |        |        |        |        |        |        |        |        |        |        |        |        |        |        |        |        |        |
| - | -           | -           | -           | -          | -                      | -          | -                      | -         | -             | -         | -          | -          | 83           | 84     | -            | -         | -         | -      | -               | -            | -         | -       | -       | -       | 0      |        |        |        |        |        |        |        |        |        |        |        |        |        |        |        |        |        |        |        |        |        |        |        |        |
| Sezon 1991/1992                                                                                                   |             |             |             |            |                        |            |                        |           |               |           |            |            |              |        |              |           |           |        |                 |              |           |         |         |         |        |        |        |        |        |        |        |        |        |        |        |        |        |        |        |        |        |        |        |        |        |        |        |        |        |
| Thunder Bay | Thunder Bay | Sapporo     | Sapporo     | Oberstdorf | Garmisch-Partenkirchen | Innsbruck  | Bischofshofen          | Predazzo  | Sankt Moritz  | Engelberg | Oberstdorf | Oberstdorf | Lahti        | Lahti  | Örnsköldsvik | Trondheim | Trondheim | Oslo   | MŚL – Harrachov | Planica      | punkty    | punkty  | punkty  | punkty  | punkty | punkty | punkty | punkty | punkty | punkty | punkty | punkty | punkty | punkty | punkty | punkty | punkty | punkty | punkty |        |        |        |        |        |        |        |        |        |        |
| - | -           | -           | -           | -          | -                      | -          | -                      | -         | 46            | 50        | -          | -          | -            | -      | -            | -         | -         | -      | -               | -            | 0         | 0       | 0       | 0       | 0      | 0      | 0      | 0      | 0      | 0      | 0      | 0      | 0      | 0      | 0      | 0      | 0      | 0      | 0      |        |        |        |        |        |        |        |        |        |        |
| Legenda |             |             |             |            |                        |            |                        |           |               |           |            |            |              |        |              |           |           |        |                 |              |           |         |         |         |        |        |        |        |        |        |        |        |        |        |        |        |        |        |        |        |        |        |        |        |        |        |        |        |        |
| 1 2 3 4-10 11-15 poniżej 15 dq – dyskwalifikacja q – zawodnik nie zakwalifikował się - – zawodnik nie wystartował |             |             |             |            |                        |            |                        |           |               |           |            |            |              |        |              |           |           |        |                 |              |           |         |         |         |        |        |        |        |        |        |        |        |        |        |        |        |        |        |        |        |        |        |        |        |        |        |        |        |        |

## Puchar Kontynentalny

### Miejsca w klasyfikacji generalnej
| Sezon     | Miejsce |
| --------- | ------- |
| 1991/1992 | 62.     |

### Miejsca w pierwszej dziesiątce konkursówPucharu Kontynentalnego
1. Szczyrk – 23 lutego 1992 (4. miejsce)

### Miejsca w poszczególnych konkursachPucharu Kontynentalnego
| Źródło                                                                        | Źródło         | Źródło       | Źródło      | Źródło  | Źródło     | Źródło     | Źródło    | Źródło    | Źródło    | Źródło    | Źródło    | Źródło  | Źródło           | Źródło           | Źródło   | Źródło     | Źródło | Źródło | Źródło   | Źródło    | Źródło    | Źródło | Źródło | Źródło | Źródło | Źródło | Źródło | Źródło | Źródło | Źródło | Źródło | Źródło | Źródło | Źródło | Źródło | Źródło | Źródło | Źródło | Źródło | Źródło | Źródło | Źródło | Źródło | Źródło | Źródło | Źródło | Źródło | Źródło | Źródło | Źródło | Źródło | Źródło | Źródło | Źródło | Źródło | Źródło | Źródło | Źródło | Źródło |        |
| ----------------------------------------------------------------------------- | -------------- | ------------ | ----------- | ------- | ---------- | ---------- | --------- | --------- | --------- | --------- | --------- | ------- | ---------------- | ---------------- | -------- | ---------- | ------ | ------ | -------- | --------- | --------- | ------ | ------ | ------ | ------ | ------ | ------ | ------ | ------ | ------ | ------ | ------ | ------ | ------ | ------ | ------ | ------ | ------ | ------ | ------ | ------ | ------ | ------ | ------ | ------ | ------ | ------ | ------ | ------ | ------ | ------ | ------ | ------ | ------ | ------ | ------ | ------ | ------ | ------ | ------ |
| Sezon 1991/1992                                                               |                |              |             |         |            |            |           |           |           |           |           |         |                  |                  |          |            |        |        |          |           |           |        |        |        |        |        |        |        |        |        |        |        |        |        |        |        |        |        |        |        |        |        |        |        |        |        |        |        |        |        |        |        |        |        |        |        |        |        |        |        |
| Oberwiesenthal                                                                | Oberhof        | Courchevel   | Sankt Aegyd | Planica | Saalfelden | Ruhpolding | Liberec   | Harrachov | Willingen | Willingen | La Molina | Szczyrk | Schönwald        | Titisee-Neustadt | Chamonix | Le Brassus | Sprova | Meldal | Feldberg | Feldberg  | punkty    | punkty | punkty | punkty | punkty | punkty | punkty | punkty | punkty | punkty | punkty | punkty | punkty | punkty | punkty | punkty | punkty | punkty | punkty | punkty | punkty | punkty | punkty | punkty | punkty | punkty | punkty | punkty | punkty | punkty | punkty | punkty | punkty | punkty | punkty | punkty | punkty | punkty | punkty | punkty |
| 20                                                                            | 37             | -            | -           | -       | -          | -          | -         | -         | 42        | 47        | -         | 4       | 33               | 19               | -        | -          | -      | -      | 28       | 17        | 12        | 12     | 12     | 12     | 12     | 12     | 12     | 12     | 12     | 12     | 12     | 12     | 12     | 12     | 12     | 12     | 12     | 12     | 12     | 12     | 12     | 12     | 12     | 12     | 12     | 12     | 12     | 12     | 12     | 12     | 12     | 12     | 12     | 12     | 12     | 12     | 12     | 12     | 12     | 12     |
| Sezon 1992/1993                                                               |                |              |             |         |            |            |           |           |           |           |           |         |                  |                  |          |            |        |        |          |           |           |        |        |        |        |        |        |        |        |        |        |        |        |        |        |        |        |        |        |        |        |        |        |        |        |        |        |        |        |        |        |        |        |        |        |        |        |        |        |        |
| Oberwiesenthal                                                                | Oberwiesenthal | Sankt Moritz | Sankt Aegyd | Planica | Planica    | Wörgl      | Willingen | Willingen | Gallio    | Gallio    | Zakopane  | Szczyrk | Titisee-Neustadt | Schönwald        | Chamonix | Oberhof    | Sprova | Sprova | Kuopio   | Gällivare | Gällivare | punkty |        |        |        |        |        |        |        |        |        |        |        |        |        |        |        |        |        |        |        |        |        |        |        |        |        |        |        |        |        |        |        |        |        |        |        |        |        |        |
| 25                                                                            | 22             | 20           | -           | 38      | 69         | 55         | 82        | 93        | -         | -         | -         | -       | 57               | 72               | -        | 37         | -      | -      | -        | -         | -         | 0      |        |        |        |        |        |        |        |        |        |        |        |        |        |        |        |        |        |        |        |        |        |        |        |        |        |        |        |        |        |        |        |        |        |        |        |        |        |        |
| Legenda                                                                       |                |              |             |         |            |            |           |           |           |           |           |         |                  |                  |          |            |        |        |          |           |           |        |        |        |        |        |        |        |        |        |        |        |        |        |        |        |        |        |        |        |        |        |        |        |        |        |        |        |        |        |        |        |        |        |        |        |        |        |        |        |
| 1 2 3 4-10 11-30 poniżej 30 dq – dyskwalifikacja - – zawodnik nie wystartował |                |              |             |         |            |            |           |           |           |           |           |         |                  |                  |          |            |        |        |          |           |           |        |        |        |        |        |        |        |        |        |        |        |        |        |        |        |        |        |        |        |        |        |        |        |        |        |        |        |        |        |        |        |        |        |        |        |        |        |        |        |